# Julian Dadlez
Julian Paweł Dadlez (ur. 20 kwietnia 1893 w Rawie Ruskiej, zm. 1 czerwca 1979 w Olsztynie) – polski malarz, podpułkownik piechoty Wojska Polskiego.

## Życiorys
Urodził się 20 kwietnia 1893 w Rawie Ruskiej. Był synem dr. Juliana Dadleza (nauczyciel i działacz oświatowy w Rawie Ruskiej, oficer c. i k. armii) i Pauliny z domu Świątkiewicz (przewodnicząca koła TSL w Rawie Ruskiej). Jego rodzeństwem byli: Józef, Michał (1895–1965), żołnierz, polonista, Ola (po mężu Stasiniewicz). 
1 czerwca 1911 w Prywatnym Gimnazjum im. Adama Mickiewicza we Lwowie otrzymał świadectwo dojrzałości. Przez okres dwóch lat studiował na Wydziale Lekarskim Uniwersytetu Lwowskiego. Kształcił się w Szkole Malarstwa Stanisława Batowskiego Kaczora. Podjął studia malarskie w Akademii Sztuk Plastycznych w Krakowie, których prowadzenie przerwał wybuch I wojny światowej. Walczył w szeregach 1 Tyrolskiego Pułku Strzelców Cesarskich. Na stopień podporucznika został mianowany ze starszeństwem z 1 stycznia 1916 w korpusie oficerów rezerwy piechoty.
Po zakończeniu I wojny światowej i odzyskaniu przez Polskę niepodległości został przyjęty do Wojska Polskiego w stopniu porucznika jako były oficer c. i k. armii. Brał udział w wojnie polsko-bolszewickiej. Został awansowany do stopnia kapitana piechoty ze starszeństwem z dniem 1 czerwca 1919, a następnie do stopnia majora piechoty ze starszeństwem z dniem 15 sierpnia 1924. W 20. pozostawał oficerem 40 pułku piechoty (garnizon Lwów), w 1924 jako oficer nadetatowy tej jednostki pełnił funkcję I oficera sztabu 5 Dywizji Piechoty we Lwowie. W 1928 służył w 70 pułku piechoty. Tam współpracował z Garnizonowym Kołem Towarzystwa Wiedzy Wojskowej, w ramach którego wygłosił odczyt. 23 grudnia 1929 roku został przeniesiony z dowództwa 17 Dywizji Piechoty w Gnieźnie do 82 Syberyjskiego pułku piechoty w Brześciu na stanowisko dowódcy batalionu. 14 grudnia 1931 roku został mianowany podpułkownikiem ze starszeństwem z dniem 1 stycznia 1932 roku i 15. lokatą w korpusie oficerów piechoty. 23 marca 1932 roku został przeniesiony do 37 pułku piechoty w Kutnie na stanowisko zastępcy dowódcy pułku. W 1937 roku został przeniesiony do Powiatowej Komendy Uzupełnień Rawa Ruska na stanowisko komendanta. 1 września 1938 roku dowodzona przez niego jednostka została przemianowana na Komendę Rejonu Uzupełnień Rawa Ruska, a zajmowane przez niego stanowisko otrzymało nazwę „komendant rejonu uzupełnień”.
Po wybuchu II wojny światowej 1939 brał udział w kampanii wrześniowej 1939. Od 1944 do 1946 był oficerem ludowego Wojska Polskiego. Został pierwszym komendantem RKU Warszawa Praga.
Po wojnie w 1946 mieszkał na Warmii nad jeziorem Dadaj, a od 1952 w Olsztynie. Skoncentrował się na malarstwie. Był pejzażystą, portrecistą. Jego prace były prezentowane na wystawach zbiorowych lokalnych, krajowych i indywidualnych. Był także scenografem teatralnym. Wykonał dekoracje do spektaklu Stary kawaler autorstwa Józefa Korzeniowski w reżyserii Stanisława Milskiego w Teatrze im. Stefana Jaracza w Olsztynie z 12 września 1951. Od 1958 do 1964 był kierownikiem Biura Wystaw Artystycznych, od 1957 do 1967 pełnił funkcję sekretarza, a następnie prezesa oddziału okręgowego Związku Polskich Artystów Plastyków w Olsztynie. Została wydana publikacja pt. Julian Dadlez: malarstwo. Wystawa jubileuszowa w 80-lecie urodzin, Olsztyn maj 1973 r.
Zmarł 1 czerwca 1979 w Olsztynie. Został pochowany na cmentarzu komunalnym w Olsztynie (kwatera 4A-1-2).

## Ordery i odznaczenia
- Krzyż Kawalerski Orderu Odrodzenia Polski
- Krzyż Walecznych
- Złoty Krzyż Zasługi (19 marca 1937)[24][25]
- Odznaka 1000-lecia Państwa Polskiego
- Odznaka „Zasłużony Działacz Kultury”
- Złota Odznaka „Zasłużony dla Warmii i Mazur”
- Złota Odznaka Związku Polskich Artystów Plastyków
- Signum Laudis Srebrny Medal Zasługi Wojskowej z mieczami na wstążce Krzyża Zasługi Wojskowej (Austro-Węgry)[26]
- Signum Laudis Brązowy Medal Zasługi Wojskowej z mieczami na wstążce Krzyża Zasługi Wojskowej (Austro-Węgry)[26]

## Nagrody
- Nagroda jubileuszowa Ministra Kultury i Sztuki (1964)
- Wojewódzka nagroda artystyczna (1958, 1963)

## Upamiętnienie
W Olsztynie została ustanowiona ulica Juliana Dadleza.